# Dreta
Dreta je rijeka u Sloveniji. Duga je 29 km. Porječje iznosi 126 km². Izvire podno prijevoja Črnivec kod Kamniške Bistrice, zatim teče kroz Gornji Grad i Zadrečku dolinu,  te se ulijeva u Savinju kod Nazarja.

## Pritoke
- desni pritoci: Žrela, Boščnica, Hudovinc, Voložnica, Mostni graben, Suha, Črni graben
- lijevi pritoci: Mačkovec, Rogačnica, Kanolščica, Šokatnica, Ližavnica